# ATP Challenger Genf
Das ATP Challenger Genf (offizieller Name: Geneva Open) war ein von 1988 bis 2014 jährlich stattfindendes Tennisturnier in Genf. Es war Teil der ATP Challenger Tour und wurde in der Halle auf Hartplatz ausgetragen. Stan Wawrinka und Kristof Vliegen waren die einzigen Spieler, die das Turnier zweimal im Einzelbewerb gewinnen konnten. Im Doppelbewerb konnte Diego del Río das Turnier bereits dreimal gewinnen und ist somit der erfolgreichste Spieler in der Geschichte des Turniers.

## Liste der Sieger

### Einzel
| Jahr | Sieger                 | Finalgegner            | Ergebnis        |
| ---- | ---------------------- | ---------------------- | --------------- |
| 2014 | Marcos Baghdatis       | Michał Przysiężny      | 6:1, 4:6, 6:3   |
| 2013 | Malek Jaziri (2)       | Jan-Lennard Struff     | 6:4, 6:3        |
| 2012 | Marc Gicquel           | Matthias Bachinger     | 3:6, 6:3, 6:4   |
| 2011 | Malek Jaziri (1)       | Mischa Zverev          | 4:6, 6:3, 6:3   |
| 2010 | Grigor Dimitrow        | Pablo Andújar          | 6:2, 4:6, 6:4   |
| 2009 | Dominik Meffert        | Benjamin Balleret      | 6:3, 6:1        |
| 2008 | Kristof Vliegen (2)    | Juri Schtschukin       | 6:2, 6:1        |
| 2007 | Juri Schtschukin       | Jesse Huta Galung      | 6:3, 6:2        |
| 2006 | Jérôme Haehnel         | Chris Guccione         | 7:64, 4:6, 6:3  |
| 2005 | Werner Eschauer        | Damián Patriarca       | 6:3, 6:1        |
| 2004 | Stan Wawrinka (2)      | Christophe Rochus      | 4:6, 6:4 aufgg. |
| 2003 | Stan Wawrinka (1)      | Emilio Benfele Álvarez | 6:1, 7:5        |
| 2002 | Kristof Vliegen (1)    | Galo Blanco            | 6:2, 6:2        |
| 2001 | Dennis van Scheppingen | Željko Krajan          | 6:3, 6:2        |
| 2000 | Nicolas Thomann        | Álex Calatrava         | 6:4, 6:72, 6:1  |
| 1999 | Michel Kratochvil      | Orlin Stanoitschew     | 6:0, 6:1        |
| 1998 | Juan Albert Viloca     | Younes El Aynaoui      | 6:3, 6:4        |
| 1997 | Andrea Gaudenzi        | Alberto Martín         | 6:2, 6:1        |
| 1996 | Marcelo Charpentier    | Oliver Gross           | 6:2, 3:1 aufgg. |
| 1995 | Younes El Aynaoui      | Karim Alami            | 6:1, 6:4        |
| 1994 | José Francisco Altur   | Martín Rodríguez       | 7:6, 6:4        |
| 1993 | Gabriel Markus         | Karol Kučera           | 3:6, 6:2, 7:5   |
| 1992 | Sergio Cortés          | Filip Dewulf           | 6:7, 6:2, 6:4   |
| 1991 | Marcos Aurelio Górriz  | Dinu Pescariu          | 6:3, 6:2        |
| 1990 | Roberto Argüello       | Daniel Orsanic         | 6:3, 6:0        |
| 1989 | Gilad Bloom            | Arnaud Boetsch         | 6:4, 6:1        |
| 1988 | Gustavo Giussani       | Simone Colombo         | 6:4, 2:6, 6:3   |

### Doppel
| Jahr | Sieger                                  | Finalgegner                               | Ergebnis           |
| ---- | --------------------------------------- | ----------------------------------------- | ------------------ |
| 2014 | Johan Brunström (2) Nicholas Monroe     | Oliver Marach Philipp Oswald              | 5:7, 7:5, [10:6]   |
| 2013 | Oliver Marach Florin Mergea             | František Čermák Philipp Oswald           | 6:4, 6:3           |
| 2012 | Johan Brunström (1) Raven Klaasen       | Philipp Marx Florin Mergea                | 7:62, 6:75, [10:5] |
| 2011 | Igor Andrejew Jewgeni Donskoi           | Jamie Cerretani Adil Shamasdin            | 7:61, 7:62         |
| 2010 | Gero Kretschmer Alexander Satschko      | Philipp Oswald Martin Slanar              | 6:3, 4:6, [11:9]   |
| 2009 | Diego Álvarez Juan-Martín Aranguren     | Henri Laaksonen Philipp Oswald            | 6:4, 4:6, [10:2]   |
| 2008 | Daniel Köllerer Frank Moser             | Rameez Junaid Philipp Marx                | 7:65, 3:6, [10:8]  |
| 2007 | Sebastián Decoud Juri Schtschukin (2)   | Jamie Cerretani Olivier Charroin          | 6:3, 6:74, [10:4]  |
| 2006 | Michal Navrátil Juri Schtschukin (1)    | Konstantinos Economidis Lovro Zovko       | 1:6, 6:2, [10:6]   |
| 2005 | Rubén Ramírez Hidalgo Santiago Ventura  | Stéphane Bohli Roman Valent               | 6:3, 7:5           |
| 2004 | Tomáš Cibulec David Škoch               | Werner Eschauer Herbert Wiltschnig        | 6:2, 6:4           |
| 2003 | Álex López Morón Andrés Schneiter       | Emilio Benfele Álvarez Philipp Petzschner | 6:4, 5:7, 7:67     |
| 2002 | Victor Hănescu Leonardo Olguín          | Andrés Schneiter Orlin Stanoitschew       | 1:6, 6:4, 6:4      |
| 2001 | Diego del Río (3) Orlin Stanoitschew    | Feliciano López Francisco Roig            | 2:6, 7:60, 7:63    |
| 2000 | Diego del Río (2) Edgardo Massa         | Yves Allegro Julien Cuaz                  | 7:5, 7:66          |
| 1999 | Emilio Benfele Álvarez Álex López Morón | Paul Hanley Nathan Healey                 | 7:5, 6:3           |
| 1998 | Rikard Bergh Jens Knippschild           | Michal Tabara Radomír Vašek               | 6:2, 3:6, 6:4      |
| 1997 | Diego del Río (1) Mariano Puerta        | Guillaume Marx Olivier Morel              | 6:3, 6:4           |
| 1996 | Patrick Baur Jens Knippschild           | George Bastl Michel Kratochvil            | 6:1, 6:1           |
| 1995 | Clinton Ferreira Gábor Köves            | Stéphane Manaï Patrick Mohr               | 6:4, 6:2           |
| 1994 | Luis Lobo Daniel Orsanic                | Brett Dickinson Glenn Wilson              | 1:6, 7:6, 6:4      |
| 1993 | Jan Apell Nicklas Utgren                | Claudio Mezzadri Christian Miniussi       | 6:4, 6:2           |
| 1992 | Filip Dewulf Tom Vanhoudt               | Alfonso Mora Marcelo Rebolledo            | 6:3, 6:2           |
| 1991 | Wladimer Gabritschidse Martin Střelba   | Roberto Argüello Christian Miniussi       | 1:6, 6:3, 6:4      |
| 1990 | Henrik Holm Nils Holm                   | Branislav Stankovič Richard Vogel         | 3:6, 7:5, 7:6      |
| 1989 | Peter Ballauff Ugo Pigato               | Arnaud Boetsch Sláva Doseděl              | 6:4, 6:3           |
| 1988 | Nevio Devide Stefano Mezzadri           | Mihnea-Ion Năstase Srinivasan Vasudevan   | 7:6, 4:6, 6:4      |